# Јуниондејл (Њујорк)
Јуниондејл (енгл. Uniondale) насељено је место без административног статуса у америчкој савезној држави Њујорк.

## Демографија
По попису из 2010. године број становника је 24.759, што је 1.748 (7,6%) становника више него 2000. године.
| Група             | 2000.          | 2010.          |
| Белци             | 4.056 (17,6%)  | 2.497 (10,1%)  |
| Афроамериканци    | 12.779 (55,5%) | 12.020 (48,5%) |
| Азијати           | 484 (2,1%)     | 507 (2,0%)     |
| Хиспаноамериканци | 5.261 (22,9%)  | 9.616 (38,8%)  |
| Укупно            | 23.011         | 24.759         |